# 王乃彪
王乃彪（1970年10月—2021年8月14日），中华人民共和国政治人物。陕西府谷人，中共党员，曾任榆阳区区委常委、常务副区长。

## 生平
1970年10月，生于今陕西省榆林市府谷县。1994年7月，参加工作。1996年10月，加入中国共产党。曾任横山县县委常委、组织部长、副县长（2016年撤县设区），定边县县委常委、组织部长，榆阳区区委常委、常务副区长等职务。
2021年8月14日，在奔母丧的途中，因车祸逝世于榆林，时年51岁。